# Grinderslev Kloster
Grinderslev Kloster var et kloster for regelbundne
kanniker af Augustinerordenen. Det lå på halvøen Salling i Grinderslev Sogn i Nørre Herred i Skive Kommune, 14 km nord for Skive.
Stiftelsesåret kendes ikke, men efter bygningsstilen i den endnu bevarede klosterkirke at dømme synes Grinderslev Kloster at være
grundlagt i midten af det 12. århundrede. I alt fald eksisterede det i 1176, thi da indgik det »broderskab« med Vor Frue Kloster (domkapitlet) i Viborg og forpligtede sig til at vise dette lydighed; Kannikerne skulle herefter have ret til at vælge deres prior, men valget skulle stadfæstes af domkapitelet. Senere, da dets medlemmer opgav Sankt Augustins Regel, har Viborg-bisperne formentlig tiltaget sig overhøjhed over klosteret.
Om Grinderslev Kloster vides i øvrigt ikke meget, og kun få af priorerne kendes ved navn. 1234, 1275 og 1284 holdtes kapitel i Grinderslev, hvor der fastsloges forskellige ordensvedtægter. Om det åndelige liv
i klosteret vidner det såkaldte »Grinderslev-Håndskrift« (fra slutningen af 1400-tallet), der har hørt til klosterets bibliotek, og i hvilket mystiske skrifter af Susa, Bonaventura og Thomas a Kempis udgør hovedparten.
Med reformationens indførelse kom Grinderslev Kloster i kronens eje og var nu verdslig forlening, indtil Frederik 2. i 1581 mageskiftede det, der var en herregård, til Christoffer Lykke, i hvis families eje det forblev til slutningen af 1600-tallet. I løbet af dette tidsrum blev klosterbygningen nedrevet, og en ny gård blev opbygget på den gamles fundament. Den til Sankt Peter indviede klosterkirke forblev derimod urørt og tjener nu som sognekirke, Grinderslev Kirke.

## Eksterne kilder og henvisninger
- Efter tekst i Salmonsens Konversationsleksikon på Projekt Runeberg, der angiver disse kilder:
  - Daugaard, »De danske Klostre i Middelalderen« Kbhvn. 1830;
  - »Ny kirkehistorisk Samling.« VI, S. 716 ff.
- Nørre Herred i J.P. Trap: Kongeriget Danmark, udarbejdet af H. Weitemeyer (3. udgave, 4. bind 1901)

56°41′40″N 9°4′7″Ø / 56.69444°N 9.06861°Ø
|  | Denne artikel om en bygning eller et bygningsværk kan blive bedre, hvis der indsættes et (bedre) billede. Du kan hjælpe ved at afsøge Wikimedia Commons for et passende billede eller lægge et op på Wikimedia Commons med en af de tilladte licenser og indsætte det i artiklen. |